# Mayenne
Mayenne är ett franskt departement i regionen Pays-de-la-Loire.  Huvudort är Laval. Departementet har fått sitt namn efter floden Mayenne. 